# Northfield, Nam Úc
Northfield (34°51′N 138°37′Đ / 34,85°N 138,617°Đ, mã bưu điện 5085, độ cao 72 m) là một vùng ngoại ô của Adelaide, Nam Úc. Ghi nhận sớm nhất về tên được sử dụng trong nguồn tham khảo về khu vực này, là từ năm 1890 cùng chung với North Field Athletics Club. Nhà tù Cảng Yatala cũng nằm ở Northfield.

## Địa điểm
- Hampstead rehabilitation centre, một phần của Royal Adelaide Hospital.
- Khu vực hạ cánh của máy bay Vickers Vimy của ngài Ross và Keith Smith. 23 tháng 3 năm 1920
- Trường Trung học Ross Smith.
- Công viên thực vật Stockade
- Nhà tù Cảng Yatala, xây dựng vào năm 1854.
- Trường tiểu học Northfield